# Blaise-reactie
De Blaise-reactie is een organische reactie, genoemd naar Edmond Blaise, waarbij een β-keto-ester wordt gevormd uit een reactie van zink met een α-broom-ester en een nitril. Hierbij ontstaat een intermediair metaalimine, dat verder gehydrolyseerd wordt tot het gewenste β-keto-ester.